# هزلت (میشیگان)
هزلت (به انگلیسی: Haslett) یک منطقهٔ مسکونی در ایالات متحده آمریکا است که در شهرستان اینگام، میشیگان واقع شده‌است. هزلت ۴۲٫۱ کیلومتر مربع مساحت و ۱۹٬۲۲۰ نفر جمعیت دارد و ۲۶۳ متر بالاتر از سطح دریا واقع شده‌است.